# Liste der Würzburger Domprediger

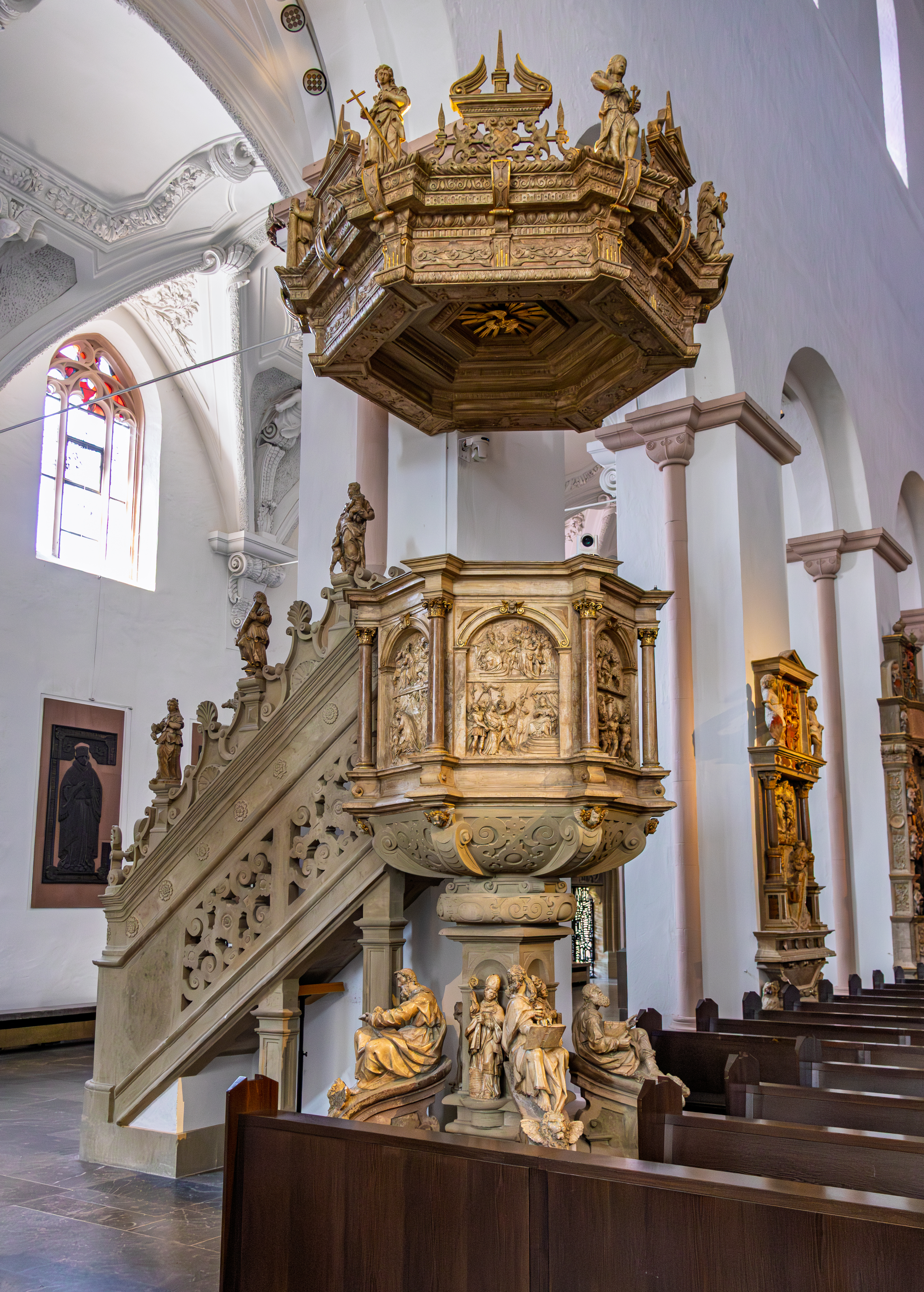
Die Kanzel im Würzburger Dom

Am Würzburger Dom wurde erstmals 1419 eine Stelle des Dompredigers gestiftet. Zeitweise wurde das Amt als officium legendi et praedicandi („Dienst des Lesens und Predigens“), verstanden, die Domprediger waren auch zur Abhaltung von theologischen Vorlesungen an der Universität Würzburg verpflichtet.
Als Domprediger waren in Würzburg tätig:
| Name                                      | von                         | bis        |  |
| ----------------------------------------- | --------------------------- | ---------- |  |
|                                           |                             |            |  |
| Johann Geiler von Kaysersberg             | 1477                        | 1478       |  |
|                                           |                             |            |  |
| Johann Reyß (Reßy)                        | 1503                        | 1517       |  |
| Paul Speratus                             | 1520                        | 1522       |  |
| Johann Gramann genannt Johannes Poliander | 1522                        | 1525       |  |
| Johann Haner (Hain)                       | 14. Februar 1525            | 1526       |  |
|                                           |                             |            |  |
| Augustin Mair CRSA, Weihbischof           | 1536 ?                      | 1543 (†) ? |  |
|                                           |                             |            |  |
| Andreas Wigand SJ                         | Mitte des 17. Jahrhunderts  |            |  |
| Melchior Cornäus SJ                       | 1659                        | 1662       |  |
|                                           |                             |            |  |
| Philipp Gersenius SJ                      | Beginn des 18. Jahrhunderts |            |  |
|                                           |                             |            |  |
| Philipp Kisel SJ                          | Mitte des 18. Jahrhunderts  |            |  |
|                                           |                             |            |  |

Die Domprediger der nach der Säkularisation im Jahr 1818 neu errichteten Diözese Würzburg werden in der Liste der Mitglieder des Domkapitels geführt.